# ینی‌کند (زنگلان)
ینی‌کند ( ترکی آذربایجانی: Yenikənd) یک منطقهٔ مسکونی در جمهوری آرتساخ است که در استان کاشاتاق واقع شده‌است.